# Красильников Павло Михайлович

Красильников Павло Михайлович

Красильников Павло Михайлович (1932—2008) — педагог-організатор шкільної освіти на Донбасі, поєднував викладацьку роботу історика з науково-дослідницькою археологічною діяльністю в регіоні Вуглегірської ДРЕС. Організував єдиний на Донбасі шкільний археологічний музей.

## Біографія
Народився 20 лютого 1932 року в селянській сім'ї у с. Гредякіно на Білгородщині. Закінчив Луганський державний педагогічний інститут (1956) та історичний факультет Донецького державного університету (1966). Нагороджений урядовими і професійними нагородами. Під його керівництвом Новолуганська школа була експонером головної на той час виставки країни (ВДНГ м. Москва) і у 1985-86 рр. удостоєна Диплому I ступеня. Директор школи нагороджений Золотою медаллю ВДНГ СРСР.
Як педагог-історік і як шкільний керівник П. М. Красильников був прихильником концепції філософії серця Г. С. Сковороди і мудро втілював його педагогічні настанови «управляти умами» вихованців словом і добра, любові, милосердя, закладав могутній дух любові до української і світової історії. Формував розвиток рис патріотизму в учнів, залучаючи їх до краєзнавчої роботи, участі в археологічних розкопках поблизу села, що ввійшли в світові каталоги за рівень відкриттів і знахідок. Гаслом у житті Красильникова П. М. було: «Vestigia semper adora» («Завжди шануй минуле»).